# Europa germanoparlante

Conocimientos de lengua alemana de los ciudadanos de la Unión Europea.

La lengua alemana es hablada en numerosos países y territorios en Europa, siendo utilizada como lengua oficial y como lengua minoritaria en varios países del continente. Para referirnos a estos, a menudo se usan términos como «los países germanoparlantes», «la Europa germanoparlante» o «área de habla alemana» (en alemán: Deutscher Sprachraum). Aunque en el caso de este último, según ciertas acepciones, se incluyen también territorios extraeuropeos donde se habla el idioma alemán o alguna de sus variedades.

## Descripción
El alemán es la lengua principal de entre 95 y 100 millones de personas aproximadamente en Europa, o lo que viene a ser, el 13.3% de todos los europeos; siendo la segunda lengua nativa más hablada en Europa después del ruso (con 144 millones de hablantes) y por encima del francés (con 66.5 millones) e inglés (con 64.2 millones).
Los países europeos con mayorías germanoparlantes (y sus siglas en el acrónimo DACH) son:
- Alemania (95%, 78.3 millones, Alemania - D para Deutschland)
- Austria (89%, 7.4 millones, A para Austria, en alemán: Österreich)
- Suiza (65%, 4.6 millones, CH para Confoederatio Helvetica, en alemán: (Die) Schweiz)

Hay una reunión anual de los jefes de Estado de países germanoparlantes incluyendo los Presidentes de Alemania, Austria y Suiza y el Príncipe Heredero de Liechtenstein. Desde 2014 el Rey de Bélgica y el Gran Duque de Luxemburgo también han participado sobre temas relacionados al uso y estatus del alemán como lengua común en la Unión Europea.

### D-A-CH

Países que integran D-A-CH

El acrónimo D-A-CH o DACH es un término usado para representar a los estados pertenecientes al sprachraum alemán (zona lingüística del idioma alemán). Está basado en los códigos de inscripción de vehículo internacionales.
"Dach" es también la palabra alemana utilizada para referirse al "techo", y es utilizada en lingüística con el término Dachsprache, el cual en alemán estándar podría decirse que está relacionado con algunos dialectos alemanes periféricos, especialmente en Suiza, Francia, Luxemburgo y Austria. El término es a veces extendido a D-A-CH-Li,  DACHL o DACH+ para incluir a Liechtenstein. Otra versión es DACHS, con "DACHS/Dachs" (que quiere decir "Tejón" en alemán) para incluir la región de habla alemana del Tirol italiano.

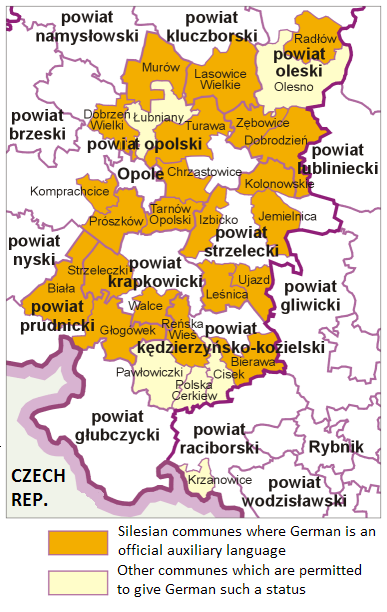
Alemán como lengua auxiliar oficial en 22 municipios en la parte polaca de Silesia.